# William Frederick Purcell
William Frederick Purcell, född 1866 i London, död 1919, var en brittiskfödd sydafrikansk araknolog som anses vara grundaren av modern araknologi i Sydafrika. Han har fått arten Pachydactylus purcelli uppkallad efter sig. 
Auktorsnamnet Purcell kan användas för William Frederick Purcell i samband med ett vetenskapligt namn inom zoologin; se Wikipedia-artiklar som länkar till auktorsnamnet.